# Steve Akahoshi
Jackson Steven Kahana (Los Angeles, 19 september 1961) beter bekend onder zijn artiestennaam Steve Akahoshi is een Amerikaans acteur van Japanse afkomst. In Nederland is Akahoshi vooral bekend van zijn rol als Randy Matsuda, in de televisieserie Tour of Duty.